# Поліція (фільм)
«Поліція» (англ. Police; інші назви — Charlie in the Police / Charlie the Burglar / Housebreaker) — американська короткометражна кінокомедія режисера Чарлі Чапліна 1916 року.

## Сюжет
Чарлі виходить із в'язниці і відразу потрапляє до фальшивого проповідника, який викрадає його останні гроші. Колишній ув'язнений не може купити їжі, і навіть нічліжка виявляється йому не по кишені. Незабаром він зустрічає на вулиці свого колишнього співкамерника, який пропонує Чарлі пограбувати один будинок. Злочинці вирушають на справу.

## У ролях
- Чарлі Чаплін — Чарлі
- Една Первіенс — господарка дому
- Веслі Рагглс — злодій
- Бад Джемісон — відвідувач нічліжки
- Лео Вайт — продавець фруктів / господар нічліжки / поліціянт
- Джон Ренд — поліціянт
- Біллі Армстронг — чесний проповідник
- Фред Гудвінс — фальшивий проповідник
- Джеймс Келлі